# Traducciones de la Biblia al hebreo
Las traducciones de la Biblia al hebreo se refieren principalmente a las traducciones del Nuevo Testamento de la Biblia cristiana al idioma hebreo, del griego koné o una traducción intermedia. Hay menos necesidad de traducir el Tanaj judío (o el Antiguo Testamento cristiano) del hebreo bíblico original, porque es muy inteligible para los hablantes de hebreo moderno. Hay más traducciones del pequeño número de pasajes de Tanakh conservados en un idioma arameo bíblico más distante. También hay traducciones al hebreo de libros apócrifos bíblicos.

## Nuevo Testamento

### Traducciones rabínicas polémicas
Las citas del Nuevo Testamento en hebreo aparecen en textos hebreos polémicos o apologéticos del siglo VI EC. Tres traducciones rabínicas polémicas medievales de Mateo son anteriores a la Biblia Hutter. Una cuarta traducción rabínica, la de Rahabi Ezekiel, 1750, puede haber sido el mismo texto que el "Nuevo Testamento hebreo Travancore del rabino Ezekiel" comprado por Claudio Buchanan en Cochin, y luego entregado a Joseph Frey. Se ve un enfoque ecuménico en Matthew, 1869, de Elias Soloweyczyk.

### La Biblia Hutter Dodecaglott
El Nuevo Testamento fue traducido por primera vez al hebreo por Elias Hutter en su edición Políglota del Nuevo Testamento en doce idiomas: griego, siríaco, hebreo, latín, alemán, bohemio, italiano, español, francés, inglés, danés y polaco, en Nuremberg, en 1599, 1600, y en dos volúmenes.
Algunos libros individuales fueron traducidos antes del Nuevo Testamento completo de Hutter, como la Carta a los Hebreos de Alfonso de Zamora (1526). Carmignac (1978) identifica al menos 23 traductores del Evangelio de Mateo al hebreo.

### Traducciones cristianas
Como parte de la misión cristiana a los judíos, el Nuevo Testamento griego se ha traducido al hebreo varias veces desde el siglo XIX. Estas versiones a veces existen en ediciones bilingües.
Estas versiones cristianas generalmente usan la palabra hebrea משיחיים Meshiẖiyyim ("Mesiánicos") para el griego Χριστιανοί, Khristianoi ("Cristianos") en el texto en preferencia al término talmúdico נוצרים, Notsrim ("Nazarenos").
La mayoría de estas versiones usan el Tetragrámaton (YHVH) al citar citas de la Biblia hebrea, aunque esto no significa que los cristianos de habla hebrea necesariamente pronuncien en voz alta el nombre como "YeHoVaH", al igual que los judíos de habla hebrea, y pueden leer como "Adonai" o "HaShem".

#### Evangelio de Mateo
- 1537, Gospel of Matthew, Sebastian Münster, Basel - basado en una de las traducciones rabínicas del Mateo.
- 1551, 1550 Gospel of Matthew, J. Quinquarboreus (Jean Cinqarbres) y 1550 Jean Mercier (Hebraísta), París, confundido con la adaptación de Sebastian Münster de un texto rabínico de Mateo, pero preparado a partir de otra de las traducciones rabínicas de Mateo, compradas en Italia por el obispo Jean du Tillet.
- 1553, Salmos y primeros 2 capítulos de Mateo, Anton Margaritha, Leipzig - un converso judío.
- 1869, Gospel of Matthew, Elias Soloweyczyk[2]
- 1875, Gospel of Matthew, William Henry Guillemard, Cambridge[3]
- 1948-1950, Gospels of Matthew and Mark, J.-M. Paul Bauchet, Jerusalem. These are slightly revised versions of Delitzsch.

#### Evangelio de Marcos
- 1575, Gospel of Mark, Walther Herbst, Wittemberg
- 1813-1817, New Testament, Thomas Fry y William Bengo' Collyer, Londres
- 1969, The Gospel of Mark, Robert Lisle Lindsey[4]

#### Evangelio de Lucas
- 1574, Gospel of Luke, Fredericus Petrus, pastor luterano de la iglesia de Brunswick.
- 1735, Gospel of Luke, Heinrich Frommann, Halle

#### Evangelio de Juan
- 1957, Gospel of John, Moshe I. Ben Maeir, Denver

#### Los Evangelios en hebreo
- 1576, The Anniversary Gospels in four languages, Johannes Claius (Johann Klaj), Leipzig
- 1668, Latin-Hebrew Gospels, Jona, Giovanni Battista (1588–1668), (originally Jehuda Jona ben-Isaac), Rome[5] (originally Jehuda Jona ben-Isaac), Rome
- 1805, The four gospels, Thomas Yeates, London.[6] Aparentemente una revisión de Jona, Giovanni Battista 1668.
- 1831, New Testament, Novum Testamentum, Hebraice ed. William Greenfield (filologista), Londres.[7]